# 웨이둥구
웨이둥구(한국어: 위동구, 중국어: 卫东区, 병음: Wèidōng Qū)는 중화인민공화국 허난성 핑딩산 시의 현급 행정구역이다. 넓이는 103km2이고, 인구는 2007년 기준으로 300,000명이다.

## 행정 구역
10개 가도, 1개 향을 관할한다.
- 가도: 东安路街道, 优越路街道, 五一路街道, 建设路街道, 东环路街道, 东工人镇街道, 光华路街道, 鸿鹰街道, 黄台街道, 北环路街道.
- 향: 东高皇乡.